# 田中誠太朗
田中 誠太朗（たなか せいたろう）は、東京を中心に活躍する美容師・メイクアップアーティスト。
観月ありさなどのヘアメイクを担当。
都内の有名サロンにて活動後、恵比寿・広尾にてReno 801を運営。

## 出演
- PON!（日本テレビ）

新・日本男児と中居（日本テレビ　）